# Deutsches Volksliedarchiv

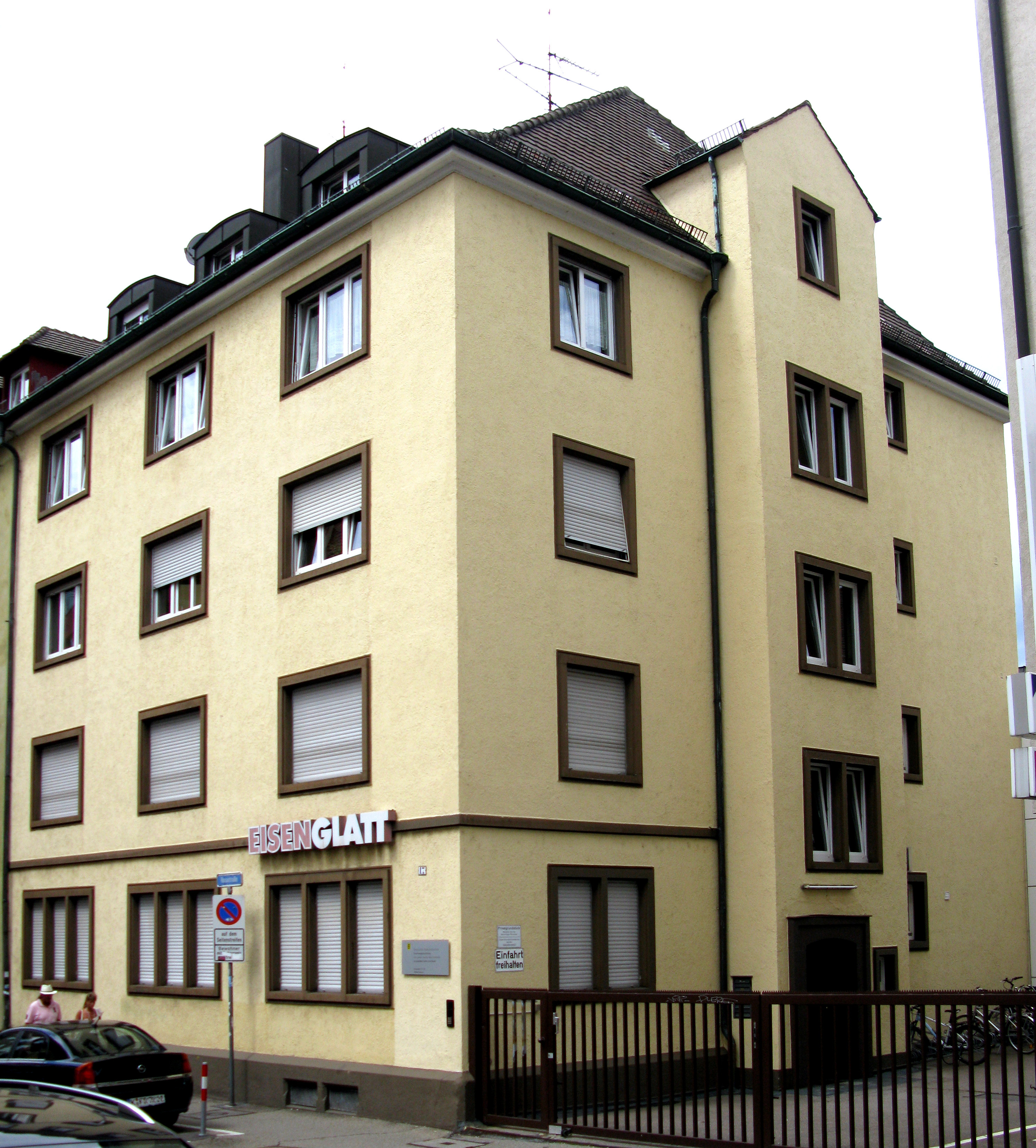
Bâtiment de stockage des archives allemandes de chansons populaires dans la Rosastraße 17 à Fribourg-en-Brisgau.

Les Deutsches Volksliedarchiv (litt. Archives allemandes de chansons populaires, en français) sont fondées en 1914 et intégrées en février 2014 au centre de culture et de musique populaires, devenant ainsi une partie de l'université de Fribourg. Le nom de Deutsches Volksliedarchiv, riche en tradition, désigne depuis lors les vastes collections de chansons populaires et traditionnelles, qui continuent d'être conservées et développées dans le centre nouvellement créé et sont accessibles au public sans restriction. Avant 2014, les Deutsches Volksliedarchiv étaient un institut de recherche scientifique indépendant du Land de Bade-Wurtemberg, à Fribourg-en-Brisgau.

## Histoire
L'institution est fondée en 1914 par le germaniste et folkloriste John Meier (1864-1953). La raison historique de la création de ces archives était le besoin de collecter des chansons populaires, de les documenter et de les publier dans une édition scientifique complète (réalisée pour les ballades entre 1935 et 1996).
L'entreprise folklorique et germanique de John Meier était à l'époque scientifiquement moderne, notamment le recours à des méthodes empiriques encore nouvelles à l'époque (activité de collecte active). Elle était toutefois fondée sur des efforts nationaux et d'éducation populaire, l'objectif étant de restituer l'héritage culturel des ancêtres aux personnes déracinées par la modernité. Meier rejetait la musique de contemporaine (opérette, chansons populaires), mais elle était tout de même collectée dans le cadre de la théorie du « Kunstlied im Volksmund ». Pendant la période du national-socialisme et de la Seconde Guerre mondiale, le Deutsche Volksliedarchiv poursuit ses activités de collecte, de documentation et d'édition. Sur le plan idéologique, les accents nationaux et d'éducation populaire déjà présents en 1914 sont renforcés, mais Meier n'adopte nullement la tonalité raciste ou antisémite. Pendant la guerre, des efforts sont  faits pour intégrer les archives à l'université de Fribourg, mais cette étape n'a pas été franchie.
Dès les années 1960, le spectre scientifique s'élargit, tant en ce qui concerne la base matérielle que les questions de recherche. La chanson politique et la scène des chansonniers ont notamment fait l'objet d'une attention scientifique. Dans les années 2000, une nouvelle modernisation globale est mise en œuvre, notamment par l'intégration de la culture musicale contemporaine et l'attention portée aux questions médiatiques. Parallèlement, de nouvelles publications ont vu le jour : les deux lexiques en ligne Historisch-kritisches Liederlexikon (2005 et suiv.) ainsi que Songlexikon. Encyclopedia of Songs (2011 et suivantes). La série Populäre Kultur und Musik (éditée par Michael Fischer et Nils Grosch) est également créée, complétant et élargissant l'ancienne série Volksliedstudien.
Jusqu'en 2014, il s'agissait formellement d'une « autorité subordonnée du Land au ministère de la science, de la recherche et des arts ». En mars 2014, le ministère de la Science décide d'intégrer les Archives allemandes de la chanson populaire à l'université de Fribourg. En tant que centre de culture et de musique populaires, il y poursuit son travail dans le domaine de la musique populaire.